# 喜入季久
喜入 季久（きいれ すえひさ）は、戦国時代から安土桃山時代にかけての武将。島津氏の家臣。島津氏庶流喜入氏の5代当主。軍事に長け、華道や連歌にも通じる教養人でもあった。

## 生涯
天文元年（1532年）、島津忠俊の子として誕生。初名は島津忠賢。
主君・島津貴久の命により所領である薩摩国喜入の地名から取り、喜入季久と改めた。貴久の元では帖佐合戦、横川合戦などで軍功を上げた。
永禄12年（1569年）に貴久の跡を継いだ義久の家老となり、元亀元年（1570年）にはその使者として室町幕府15代将軍・足利義昭に謁見するなど交渉役としても重用された。この頃に菱刈郡花北村を領する。
天正2年（1574年）、前年に島津氏についた禰寝重長の根占城が肝付氏・伊地知氏・伊東氏の連合軍に攻められるとその守将となり、弟の忠道、久続の討ち死にはあったもののこれを守り抜いた。
その後も高原城合戦や水俣攻め、岩屋城攻めにも従軍、功績により鹿籠（枕崎市）の地を与えられて桜之城（後世山之城とも呼ばれた）を居城とした。
天正16年（1588年）、死去。享年57。